# دائرة بريدة
دائرة بريدة إحدى دوائر ولاية الأغواط الجزائرية . عاصمتها هي بريدة وتضم بلديات :
- بريدة
- تاويالة
- الحاج المشري

تقع في أقصى غرب الولاية مع الحدود مع ولايتي تيارت شمالا و البيض غربا تتميز بطبيعتها السياحية الخلابة.

## مناطق و قرى تابعة
- لسهاو (الأغواط)